# Sunker-Nunatakker
Die Sunker-Nunatakker sind eine Gruppe kleiner und abgerundeter Nunatakker in der Convoy Range im ostantarktischen Viktorialand.
Die Mannschaft des New Zealand Antarctic Research Programme, die hier in der Saison 1989/1990 Feldforschungen betrieb, verlieh den Nunatakkern einen deskriptiven Namen. Im Sprachgebrauch neufundländischer Fischer ist ein „Sunker“ ein Felsenriff.